# Hund mit Blog
Hund mit Blog (englisch Dog With a Blog) ist eine 70-teilige, US-amerikanische Jugend-Sitcom, die vom 12. Oktober 2012 bis 25. September 2015 auf dem Disney Channel erstausgestrahlt wurde. In dieser Disney Channel Original Series kommt ein sprechender und bloggender Hund in eine Familie.

## Handlung

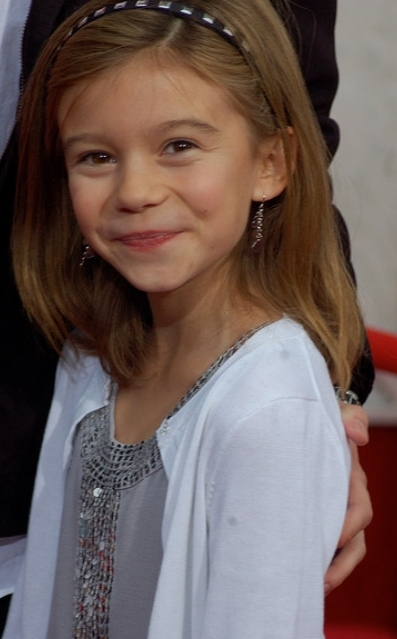
G. Hannelius spielt Avery

Avery und Tyler sind Stiefgeschwister, die sich zunächst nicht leiden können. Tyler hat eine weitere Schwester namens Cloe, die sich aber mit beiden verträgt. In der Pilotfolge adoptieren sie einen Hund, Stan, von dem sie erfahren müssen, dass er sprechen kann und sogar einen Blog schreibt. Die Geschwister vereinbaren, ihren Eltern die Fähigkeiten des Hundes zu verheimlichen, da sie befürchten, dass man Experimente an ihm durchführen würde, wenn jemand es erfährt.
Stan fungiert auch als Erzähler der Serie.

## Figuren
| Figur          | Darsteller         | Deutscher Sprecher   |
| -------------- | ------------------ | -------------------- |
| Avery Jennings | G. Hannelius       | Sarah Tkotsch        |
| Tyler James    | Blake Michael      | Ricardo Richter      |
| Chloe James    | Francesca Capaldi  | Emily Hinze          |
| Bennett James  | Regan Burns        | Michael Iwannek      |
| Ellen Jennings | Beth Littleford    | Antje von der Ahe    |
| Stan (Stimme)  | Stephen Full       | Matthias Deutelmoser |
| Lindsay        | Kayla Maisonet     | Jennifer Weiß        |
| Nikki Ortiz    | Denyse Tontz       | Sarah Méndez García  |
| Maddie         | Kaylee Bryant      | Inken Baxmeier       |
| Karl Fink      | L.J. Benet         | Christian Zeiger     |
| Dustin Pitt    | Noah Harden        |                      |
| Max Edlstien   | Danielle Soibelman | Sarah Alles          |
| Wes Manning    | Peyton Meyer       | Finlay Kühn          |

Avery Jenningsist die 12-jährige Tochter von Ellen. Sie ist intelligent, gut organisiert und schon sehr reif für ihr Alter. Sie hält sich immer an die Regeln und erstellt eine Liste darüber, was sie an ihrem Stiefbruder Tyler nicht mag. Obwohl sie so intelligent ist, ist sie nicht gut in Mathe.
Tyler Jamesist Chloes 15-jähriger Bruder. Er flirtet gern mit Mädchen, kümmert sich viel um sein Aussehen und ist in der Schule beliebt. Er fährt auch BMX-Wettkämpfe. Er ist nicht besonders gut in der Schule, tut aber auch wenig dafür. Auch wenn er es nicht gerne zugibt, gehört Mathe zu seinen Stärken. Er übernimmt die Rolle des liebenswerten Trottels.
Chloe Jamesist die 6-jährige Tochter von Bennett. Sie weiß, wie ihre Geschwister, dass Stan sprechen kann. Sie ist süß und nutzt ihren Blick gern, damit ihre Eltern nicht mehr sauer auf sie sind, wenn sie etwas angestellt hat.
Bennett Jamesist der Vater von Tyler und Chloe. Er arbeitet als Psychologe und hat ein Buch über Kindererziehung geschrieben, das seine Frau Ellen nicht wirklich ernst nimmt.
Ellen Jenningsist Averys Mutter. Sie mag Hunde nicht, genauso wenig wie andere Tiere, mit Ausnahme von Katzen, stimmt aber doch zu Stan zu behalten, weil durch ihn die Kinder etwas Gemeinsames haben.
Stanist der Hund der Familie. Er kann sprechen, aber ausschließlich Avery, Tyler und Chloe (ab einer der späteren Folgen auch Oma James, Bennetts Mutter und später sogar Karl Fink) wissen davon. Er mag Pudel, aber keine Spitze. In einer späteren Folge heiratet er eine Pudeldame namens Princess. Mit ihr bekommt er zwei Welpen, die genau wie Stan sprechen können.
Lindsayist die beste Freundin von Avery, die gern beliebt ist. Sie liebt Hüte, welche ihr Markenzeichen sind.
Nikki Ortizist eine Nachbarin, die zusammen mit Tyler ihre Hunde ausführt. Sie ist erst nicht an Tyler interessiert, der sie als Freundin wollte. Als er eine andere hatte, merkt sie, dass sie ihn doch sehr gern mag. Als Tyler es mit der anderen vermasselte, wollte er mit ihr zusammen sein, sie aber nicht mehr mit ihm, da sie nur seine Zweitwahl war. Später kommen sie aber wieder zusammen.
Karl Finkist neben Avery das intelligenteste Kind der Schule, zwischen beiden besteht eine Rivalität; in einer der späteren Folgen stellt sich jedoch heraus, dass beide mit Stan befreundet sind. Auch erfährt man, dass Karl die Rivalität nie wollte und eigentlich Freunde wie Avery sucht. Gemeinsam mit Stan führt Karl eine Sang- und Tanznummer auf, um sich bei Avery zu entschuldigen. Daraufhin werden beide Freunde.
Dustin Pittist zeitweise Averys Freund.
Max Edlstienist eine Freundin von Avery. Und meist sehr negativ, aber sie ist trotzdem mit Lindsay und Avery befreundet.
Wes Manningkommt im späteren Verlauf der Serie neu auf die Schule und Avery verliebt sich total in ihn.

## Produktion und Ausstrahlung
Erfinder und ausführender Produzent von Dog With a Blog ist Michael B. Kaplan, der auch überwachender Produzent in Frasier und Roseanne war und die Disney-Serie Tripp’s Rockband erfand. Für einige Szenen, beispielsweise wenn Stan am Computer sitzt, kommt der Puppenspieler Paul McGinnis zum Einsatz, der auch schon für die Sesamstraße arbeitete. Die Serie spielt im kalifornischen Pasadena. Am 13. April 2012 gab Disney bekannt, dass Dog With a Blog als Serie bestellt wurde.
Die Pilotfolge Stan of the House, die am 12. Oktober 2012 direkt nach dem Film Monster gegen Mädchen ausgestrahlt wurde, erreichte in den Vereinigten Staaten 4,5 Millionen Zuschauer, und wurde damit der beste Start des Jahres einer Fernsehserie in den Zielgruppen Kinder 2–11, Kinder 6–11 sowie Tweens 9–14. Bis Ende Februar 2013 wurden 10 Episoden ausgestrahlt. Am 4. Februar 2013 bestellte Disney eine zweite Staffel. Diese wurde ab dem 20. September 2013 erstausgestrahlt. Am 9. Februar 2014 eine dritte Staffel angekündigt. Am 28. März 2015 wurde bekanntgegeben, dass die Serie bereits fertig gedreht sei und die letzten Folgen im Laufe des Jahres ausgestrahlt werden.
Sie wird seit Januar 2013 im Disney Channel Russland als Собака точка ком in russischer Synchronisation und Disney Channel Frankreich als #doggyblog auf Französisch ausgestrahlt. Seit dem 8. April läuft die Serie auch auf dem deutschen Disney Channel. Die Erstausstrahlung im Free-TV erfolgte am  7. März 2014 um 22:05 Uhr im Disney Channel. Seitdem ist die Serie immer wieder im Programm zu sehen. Die deutsche Synchronisation übernimmt die Synchronfirma SDI Media Germany GmbH in Berlin.
| Staffel | Folgen | USA           | USA           | Deutschsprachig | Deutschsprachig |
| Staffel | Folgen | Premiere      | Finale        | Premiere        | Finale          |
| ------- | ------ | ------------- | ------------- | --------------- | --------------- |
| 1       | 22     | 12. Okt. 2012 | 25. Aug. 2013 | 8. April 2013   | 13. Sep. 2013   |
| 2       | 24     | 20. Sep. 2013 | 12. Sep. 2014 | 24. Nov. 2014   | 18. Dez. 2014   |
| 3       | 24     | 26. Sep. 2014 | 25. Sep. 2015 | 22. Juni 2015   | 6. Dez. 2015    |

## Rezeption
Das lustlos geschriebene Drehbuch und der klischeehafte Humor machten Dog With a Blog nicht zu einer Spitzenserie, so Emily Ashby in ihrer Rezension auf Common Sense Media, bei der die Fernsehserie 2 von 5 Sternen und eine Altersempfehlung für Siebenjährige erhält. Positiv wird hervorgehoben, dass die Serie die Vorstellungskraft von Kindern anspreche.
| Tabellarische Übersicht der Auszeichnungen und Nominierungen | Tabellarische Übersicht der Auszeichnungen und Nominierungen | Tabellarische Übersicht der Auszeichnungen und Nominierungen | Tabellarische Übersicht der Auszeichnungen und Nominierungen      | Tabellarische Übersicht der Auszeichnungen und Nominierungen |
| Jahr                                                         | Auszeichnung                                                 | Für                                                          | Kategorie                                                         | Resultat                                                     |
| ------------------------------------------------------------ | ------------------------------------------------------------ | ------------------------------------------------------------ | ----------------------------------------------------------------- | ------------------------------------------------------------ |
| 2013                                                         | Young Artist Award                                           | Blake Michael                                                | Bester junger Schauspieler in einer Hauptrolle einer Fernsehserie | Gewonnen                                                     |
| 2013                                                         | Young Artist Award                                           | Kayla Maisonet                                               | Beste junge Schauspielerin in einer Nebenrolle einer Fernsehserie | Nominiert                                                    |
| 2015                                                         | Nickelodeon Kids’ Choice Awards 2015                         | Hund mit Blog                                                | Lieblings-TV-Serie                                                | Nominiert                                                    |